# Alf Lüdtke

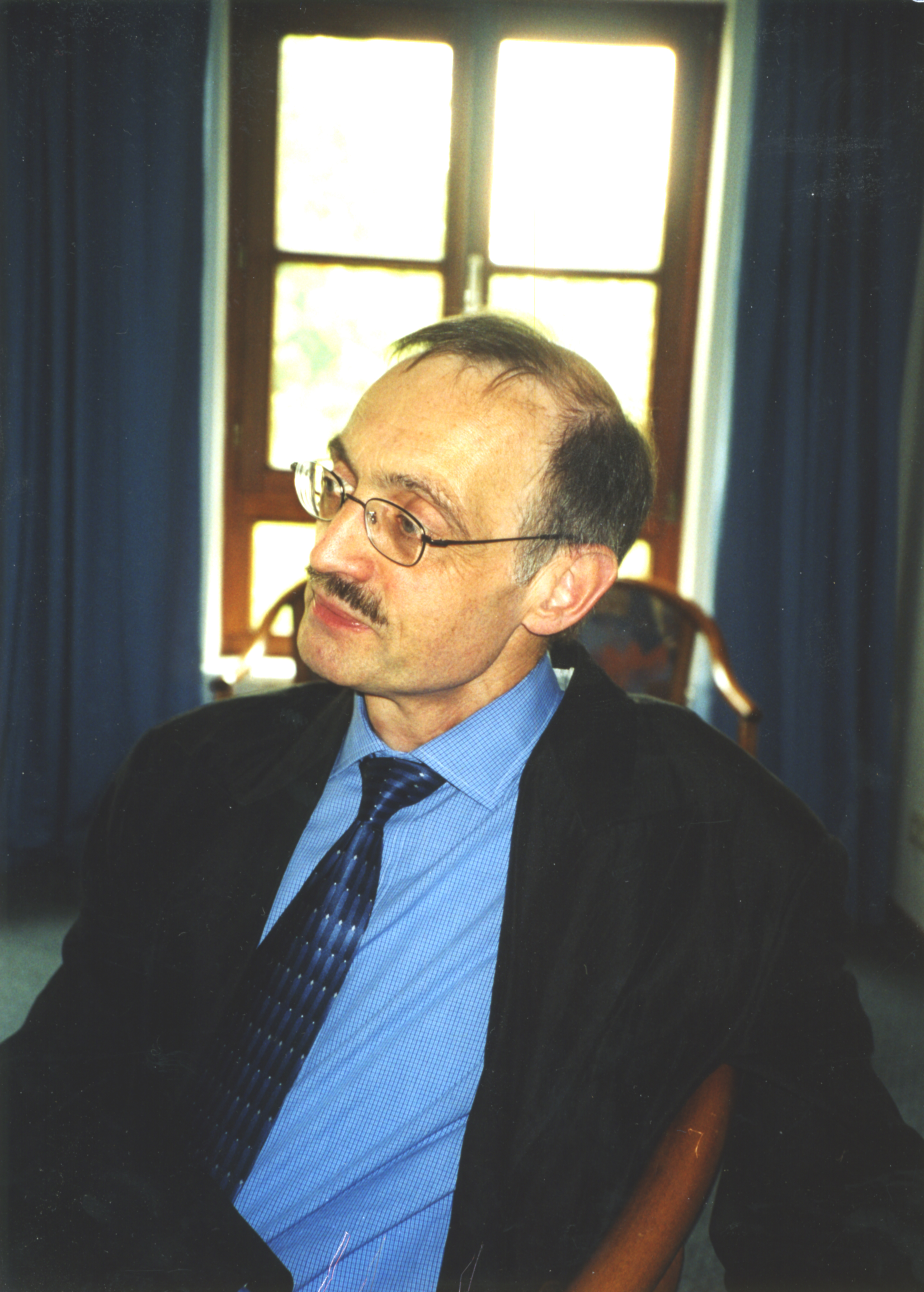
Alf Lüdtke en 2008

Alf Lüdtke (Dresde, 18 de octubre de 1943 - 29 de enero de 2019) (también Alf Luedtke) fue un historiador y un destacado representante alemán de la historia de la vida cotidiana (Alltagsgeschichte en alemán). Afirmó que sus principales campos de interés e investigación incluyen el trabajo como práctica social, la conexión de la producción y la destrucción a través del "trabajo", las formas de participar y aceptar en las dictaduras europeas del siglo XX, y recordar y conmemorar las formas de lidiar con la guerra y el genocidio en la era moderna.

## Trayectoria académica
Lüdtke estudió historia junto con sociología y filosofía en Tübingen. En 1980 obtuvo su doctorado en la Universidad de Konstanz. La disertación de Lüdtke Gemeinwohl, Polizei und Festungspraxis analizó las prácticas de violencia gubernamental de Prusia a principios del siglo XIX. Uno de sus artículos, "El papel de la violencia estatal en el período de transición al capitalismo industrial: el ejemplo de Prusia de 1815 a 1848", se publicó en Social History en 1979.
En 1988 obtuvo su habilitación en los campos de Historia Moderna (Neuere Geschichte) e Historia Contemporánea (Zeitgeschichte) en la facultad de humanidades y ciencias sociales de la Universidad de Hannover, donde posteriormente enseñó historia de 1989 a 1999. En 1995 fue nombrado profesor extraordinario en Hannover y en 1999 profesor en la Universidad de Erfurt. En Erfurt, Lüdtke fue profesor honorario de antropología histórica desde 2008. Desde 1975, Lüdtke trabajó en el Instituto Max Planck de Historia en Göttingen. En 1999, Alf Lüdtke y Hans Medick fundaron la Arbeitsstelle für Historische Anthropologie del Instituto Max Planck de Historia de la Universidad de Erfurt.
Desde principios de la década de 1990 fue regularmente profesor invitado en el seminario histórico de la Universidad de Míchigan y la Universidad de Chicago. A fines de la década de 1990 se desarrollaron los primeros contactos con Corea del Sur, que se convirtieron en intercambios académicos regulares. A partir de 2005, Lüdtke participó en las conferencias sobre dictadura de masas en el Instituto de Investigación sobre Cultura e Historia Comparadas (RICH, por sus siglas en inglés) en Seúl.
Lüdtke combinó temas de sociología, etnología y antropología con los de historia. Especialmente a través de su investigación sobre los mundos de la vida de los trabajadores industriales y la llamada gente "común", dio impulso a la ciencia histórica alemana e internacional. Sus proyectos de investigación finales fueron: Bloqueos y pasajes: los Grenzübergangsstellen [puestos de control fronterizos] de la RDA, la guerra como trabajo y el estado reciente de la historiografía internacional.
Junto con Hans Medick, Alf Lüdtke puede ser considerado uno de los fundadores de Alltagsgeschichte, una forma de microhistoria que predominó especialmente entre los historiadores alemanes durante la década de 1980.
La escuela alemana de la Alltagsgeschichte (literalmente "historia de la vida cotidiana") ha planteado nuevas teorías y métodos de investigación para «calibrar, definir y sistematizar la amplia gama de actitudes que los diversos ciudadanos pudieron adoptar en distintos momentos y circunstancias [históricos]». Como señaló el mismo Lüdtke, se trataría de completar el viejo aforismo marxiano «los hombres hacen su propia historia, pero... en circunstancias halladas, dadas y transmitidas» con un añadido fundamental: «¡Pero la hacen ellos mismos!». Este enfoque se completa con el concepto de eigensinn (literalmente 'obstinación') que alude, según el historiador español Ismael Saz, «a la capacidad del sujeto para reapropiarse de las condiciones de su dominación en función de su autoestima, racionalidad, e intereses».

## Publicaciones en español
- Lüdtke, Alf (1991). «Sobre los conceptos de vida cotidiana, articulación de las necesidades y 'conciencia proletaria'». Historia Social (10).
- Lüdtke, Alf (1995). «De los héroes de la resistencia a los coautores. "Alltagsgeschichte" en Alemania». Ayer (19): 49-69.